# 蒋一桂
蒋一桂，安徽无为人，是一名清朝政治人物。
蒋一桂曾于1886年接替祁兆庚任南汇县知县一职，同年年由袁树勋接任。